# Морское шило
Морское шило, или змеевидная морская игла (лат. Nerophis ophidion), — вид морских лучепёрых рыб семейства игловых (Syngnathidae). Распространены в северо-восточной части Атлантического океана, включая Балтийское, Средиземное и Чёрное моря.

## Описание
Тело длинное, тонкое, округлое в поперечном сечении; покрыто костными щитками, которые образуют кольца. Верхние гребни туловища переходят в верхние гребни хвостового отдела. В туловищном отделе 28—33 кольца, а хвостовых колец 60—82. Рыло вытянуто в виде трубки, с прямым верхним профилем и продольным гребнем. На конце рыла расположен маленький беззубый рот. Спинной плавник с 32—44 мягкими лучами сдвинут далеко к хвостовому отделу. Брюшные, анальный и хвостовой плавники отсутствуют. У молоди есть грудные плавники, которые исчезают у рыб длиной более 10 см.
Спина желтовато-серая или зеленовато-коричневая, бока тела светло-зелёного цвета иногда с бурыми пятнышками. В нерестовый период у самок на нижней половине тела появляются голубые полосы и пятнышки.
Максимальная длина тела 30 см. Самки несколько крупнее самцов.

## Биология
Морские рыбы, обитают в прибрежных водах на глубине 2—15 м среди бурых водорослей (представители родов фукус, ламинария) и на лугах морских трав (например, взморники). В некоторых районах предпочитают заросли трав семейства цимодоцеевых (Cymodocea nodosa). Переносят воды с низкой солёностью (например, в Финском заливе). Иногда заходят в устья рек.

### Питание
Питаются мелкими ракообразными. Поскольку у морского шила довольно короткое рыло, то представители данного вида игловых малоподвижны и предпочитают питаться под пологом растительности. В состав рациона входят преимущественно бокоплавы (род Ericthonius) и  гарпактикоиды (роды Tisbe и Porcellidium).

### Размножение
Нерестовый период продолжительный, обычно продолжается с мая до августа, а в Адриатическом море растянут с апреля до октября.
Самки откладывают икру в выводковую камеру самца. Выводковая камера у морского шила открытая, без кожных складок. Икра прикрепляется непосредственно к брюху самца на уровне 17—20 туловищного кольца. Каждый самец вынашивает икру только от одной самки. Каждая самка может отложить икру на брюхо нескольких самцов. Икра приклеена к брюху в два ряда. Каждый самец вынашивает 120—150 икринок диаметром 1,0—1,4 мм.

## Ареал
Распространены в северо-восточной части Атлантического океана от юга Норвегии и Британских островов до севера Марокко, за исключением прибрежных вод Дании и Нидерландов. Обычны в Балтийском море (включая Финский залив), Средиземном, Чёрном и Азовском морях.